# Consejo Nacional Indio de Venezuela
El Consejo Nacional Indio de Venezuela (CONIVE) es un partido político venezolano fundado en 1989 que defiende los derechos de las comunidades y Pueblos indígenas. Su principal líder es Noelí Pocaterra.
En la Actualidad está Organización Indígena se encuentra adherida al Gran Polo Patriótico, al ser una de las fuerzas política de los Pueblos Indígenas que apoyan el Gobierno Bolivariano y al Oficialismo en Venezuela. 

## Reseña
El Consejo Nacional Indio de Venezuela "CONIVE" es una organización que ha jugado un papel fundamental en la lucha por los derechos indígenas en el país. Su origen se remonta a la década de 1980, cuando un grupo de líderes indígenas decidió unirse para enfrentar las constantes violaciones de sus derechos y la falta de representación política en el país. El CONIVE nació con el objetivo de unificar a los diversos grupos indígenas de Venezuela y luchar juntos por sus derechos.
El CONIVE ha promovido la participación política de los pueblos indígenas. Han trabajado para fortalecer la organización y liderazgo indígena, así como para exigir el reconocimiento de sus derechos y la inclusión en la toma de decisiones políticas del país. Una de sus luchas más destacadas ha sido la defensa de las tierras y territorios indígenas, así como la protección de su cultura y tradiciones ancestrales.

## Resultados electorales

### Elecciones legislativas indígenas
| Elección | Votos     | Porcentaje       | Escaños indígenas |
| -------- | --------- | ---------------- | ----------------- |
| 2018     | 1.280.896 | \| \| 53.25 % \| | 6/8               |
|          | 53.25 %   |                  |                   |